# 日光村 (鳥取県)
日光村（にっこうそん）は、鳥取県日野郡にあった村。現在の西伯郡伯耆町、日野郡江府町の一部にあたる。

## 地理
大山西麓の広いすそ野に位置していた。
- 河川：白水川[4]

## 歴史
- 1889年（明治22年）10月1日、町村制の施行により、日野郡米原村、金沢村が発足[5]。
- 1918年（大正7年）4月1日、上記2村が合併し日野郡日光村を新設[1][2]。大字大河原・吉原・栃原・大滝・大坂・富江・福兼・添谷・大内を継承し9大字を編成[2]。
- 1928年（昭和3年）日光郵便局開設[2]
- 1954年（昭和29年）4月1日、村域を二分割し、大字栃原・大滝・大坂・富江・福兼・添谷・大内は日野郡溝口町、二部村と合併し溝口町が存続。大字大河原・吉原は日野郡江府町に編入され廃止[1][2]。合併編入後、溝口町大字栃原・大滝・大坂・富江・福兼・添谷・大内、江府町大字大河原・吉原となる[2]。

## 産業
- 農業・林業